# HMS Scarborough (L25)
«Скарборо» (англ. HMS Scarborough (L25) — військовий корабель, шлюп типу «Гастінгс» Королівського військово-морського флоту Великої Британії часів Другої світової війни.
Корабель брав активну участь у бойових діях на морі в Другій світовій війні, бився у Північній Атлантиці, біля берегів Франції, Англії, Норвегії та Північної Африки, супроводжував атлантичні конвої.
За проявлену мужність та стійкість у боях бойовий корабель заохочений п'ятьма бойовими відзнаками.

## Історія створення
Шлюп «Скарборо» був закладений 28 травня 1929 року на верфі компанії Swan Hunter & Wigham Richardson у Тайн-енд-Вірі. 14 березня 1930 року він був спущений на воду, а 31 липня 1930 року увійшов до складу Королівських ВМС Великої Британії.

## Історія служби
З 1931 року «Скарборо» входив до складу ескадри Північної Америки та Вест-Індії, що дислокувалася на Бермудських островах. Герой Першої світової війни, кавалер хреста Вікторії, Аґастес Еґер був капітаном шлюпа на початку 1930-х років. У мирний час до обов'язків корабля входило підняття прапора, особливо у невеликих портах Імперії, куди навряд чи заходили великі військові кораблі.
2 вересня 1940 року «Скарборо» разом із канадським ескадреним міноносцем «Скіна», британським «Весткотт», шлюпом «Ловестофт» і корветом «Перівінкл» приєдналися до конвою SC 2, що наближався до британського берега. Протягом декількох днів конвой піддавався енергійним спробам німецьких підводників атакувати транспортні судна, й урешті-решт їм вдалося потопити 5 транспортників, зокрема чотири з них потопив підводний човен Гюнтера Пріна U-47. Це була перша в історії атака за тактичним принципом «вовча зграя».
У квітні 1941 року з «Скарборо» з есмінцем «Волверін» і корветом «Арбутус» забезпечували ескорт конвою SC 26. Транспортний конвой постійно атакували німецькі субмарини U-46, U-74 та U-73, шість суден було затоплено, декілька пошкоджено. 5 квітня після виявлення за допомогою сонара ворожий човен «Волверін» зі «Скарборо» атакували глибинними бомбами U-76 та знищили його.